# 蔡巧萍
蔡巧萍（Tsai Chiao-Ping），臺灣編劇、製作人。

## 作品

### 戲劇作品
- 1989年：台視 九點半檔連續劇《擁抱夢幻》
- 1990年：中視 九點半檔連續劇《錯體姻緣》
- 1991年：中視 九點半檔連續劇《天若有情》
- 1992年：中視 九點半檔連續劇《無盡的愛》
- 1993年：中視 八點檔古裝連續劇《超級女巡安》、中視 九點半檔連續劇《燕鷗》
- 1999年：中視 單元劇集《非常世代》、《新葵花寶典》
- 1999年：華視 單元劇集《圖騰印》
- 2000年：台視 八點檔連續劇《花開正紅時》
- 2000年：八大 單元劇集《今世聊齋》
- 2000年：三立 七點半檔古裝連續劇《九龍傳說》
- 2001年：大愛 八點檔連續劇《賣油阿郎》
- 2001年：三立 浪漫偶像連續劇《薰衣草》、七點半檔鄉土連續劇《隔壁親家》
- 2002年：中視 浪漫偶像連續劇《愛情白皮書》
- 2003年: 大愛 八點檔連續劇《富裕人生》
- 2004年：台視 八點檔連續劇《再見阿郎》
- 2005年：大愛 八點檔連續劇《把愛找回來》
- 2006年：大愛 八點檔連續劇《明月照紅塵》
- 2009年：大愛 八點檔連續劇《愛，有你來作伴》
- 2012年：大愛 八點檔連續劇《愛的微光》
- 2013年：大愛 十點檔連續劇《歡喜做頭家》

### 電影作品
- 1989年：《凋蓮》
- 2003年：《爺爺的家》

### 節目作品
- 1990年：華視《連環泡》編劇
- 1991年：華視《報喜抱喜》策劃

1993年擔任電視節目製作人
- 1993年：TVBS《接觸第六感》
- 1995年：TVBS《健康快訊》
- 1996年：TVBS《1996大預言》
- 1996年：TVBS《恆述看橫豎人生》
- 1996年：華衛電視台《情色邊緣》
- 1997年：新加坡電視台《名女人列傳》
- 1997年：民視《飢餓三十》、《生命之光》、《平安好運到》、《玉山新樂集》、《台灣新音樂》
- 1997年：TVBS《澎湖之美》
- 1998年：民視《玉山之歌》、《虎年嬉春》、《平安好過年》、《搞怪總動員》
- 1998年：華衛電視台《旅遊卡位戰》
- 1998年：中視二台《新恆述人生》
- 1998年：民視《原鄉清音》
- 2000年：中視二台《養生御膳房》
- 2001年：台視《健康百分百》
- 2001年：東森《橫豎怪譚》

### 劇場作品
1987年 參與「屏風表演班」劇團，國內外全省巡迴近400場演出紀錄，其擔任幕前演出及幕後助導、宣傳、製作、行政…等相關工作。  
- 1987年《婚前信行為》、《三人行不行Ⅰ》、《娃娃丘丘臉》、《傳與本紀》、《民國76備忘錄》
- 1988年《西出陽關》、《沒有我的戲》
- 1989年〜1990年《三人行不行Ⅱ--城市之慌》、《異人館事件》
- 1991年〜1992年《救國株式會社》、《鬆緊地帶》
- 1994年《西出陽關新版》台灣  美國洛杉磯  巡迴演出